# Carl Lagerström
Carl Abraham Lagerström, född 12 januari 1869 i Jakob och Johannes församling i Stockholm, död 26 juni 1925 i Klara församling där, var en svensk boktryckare som tillsammans med sin yngre bror Hugo Lagerström först gav ut tidskriften Nordisk boktryckarekonst sedan 1900 och därefter bildade Bröderna Lagerströms boktryckeri. 
Carl Lagerström är begravd på Sandsborgskyrkogården i Stockholm.